# 博特保拉德
博特保拉德，是匈牙利索博尔奇-索特马尔-贝拉格州所辖的一个村。总面积16.50平方公里，总人口605，人口密度36.7人/平方公里（2011年1月1日）。